# Ikano
Die Ikano Group ist eine internationale Unternehmensgruppe in Privatbesitz der Muttergesellschaft Ikano S.A. mit Sitz in Luxemburg. Ursprünglich war die Gruppe Teil des von Ingvar Kamprad gegründeten Unternehmens IKEA, wurde jedoch 1988 unabhängig und befindet sich seitdem im Besitz der Familie Kamprad.

## Geschäftstätigkeit
Ikano hat Niederlassungen in 16 Ländern in Europa, Südostasien und Nordamerika. Die Unternehmensgruppe ist in den folgenden Bereichen tätig:
- Datenanalyse (Vereinigtes Königreich)
- Finanzdienstleistungen (Österreich, Dänemark, Finnland, Deutschland, Norwegen, Polen, Schweden, Vereinigtes Königreich)
- Versicherungen (Schweiz)
- Produktion (Mexiko, Polen)
- Immobilien (Schweden, Dänemark)
- Einzelhandel (Malaysia, Philippinen, Singapur, Thailand, Mexiko)[2]

Zu den Tochtergesellschaften gehören zum Beispiel die Ikano Bank AB und die Ikano Bostad AB (Immobilien). Zu den angebotenen Finanzdienstleistungen zählen Hypothekendarlehen, Verbraucherkredite und Kundenkarten für den Einzelhandel. Das Immobiliengeschäft besteht aus Miet- und Eigentumswohnungen an verschiedenen Standorten in Schweden und Dänemark.
Ikano besitzt die IKEA Franchiserechte für Malaysia, Mexiko, die Philippinen, Singapur und Thailand und betreibt IKEA Einrichtungshäuser in diesen Märkten.